# Sant Pere de Serrallonga
Sant Pere de Serrallonga o Sant Pere de Vilallonga és l'església d'una antiga parròquia rural esmentada amb el nom de Vilallonga avui pertanyent al municipi d'Alpens. Forma part de l'Inventari del Patrimoni Arquitectònic de Catalunya.

## Descripció
Edifici d'una sola nau amb capçalera rectangular quasi quadrada, a llevant. A l'interior, la nau està separada de l'absis amb un arc triomfal de perfil ultrapassat amb impostes simples i lleuger avançament de muntants. Els murs de les naus tenen dues grans arcades formeres que possiblement es varen construir poc després de la resta de la nau a conseqüència de la deficiència de la volta de la nau. L'actual coberta és del 1837, amb embigat i teules àrabs. L'absis és més baix que la nau i està cobert amb volta de canó. La porta està situada en el mur meridional i està formada per un arc. Adossada al cantó de tramuntana hi ha una sagristia rectangular construïda el 1837.
Conté un altar adossat fet de fusta pintada que data de la segona remodelació de l'església, duta a terme el 1627 (tal com apareix documentat a la guixeria que es conserva abans d'entrar a l'absis carrat de l'església, en la que es llegeix: ESTA YGLESIA SE R DVI EN LO ANY 1627 Y SE).
A l'exterior de l'església s'han localitzat un parell de tombes, que resten sense excavar.

### Guixeria
Guixeria de forma ovalada que volta una inscripció referent a la reforma de l'església. Està decorada amb orla vegetal a la part exterior i amb motius de ditada a la part interior. A la part inferior hi ha una conxa i està coronada amb fulla d´acant. A la part central de la guixeria hi ha un escut mitrat amb dues claus de Sant Pere, al voltant del qual hi ha una inscripció.

## Notícies històriques
Situada dins l'antic terme del castell de la Guàrdia, en el lloc antigament anomenat Vilallonga. Aquest nom apareix documentat el 938-982 com afrontació de la propietat de Matamala, que posseïa el monestir de Ripoll. El nom de Serrallonga és del segle xiii-XIV i bé donat pel mas Serrallonga proper a l'església. L'església de Sant Pere apareix en les relacions parroquials del bisbat de Vic entre 1025 i 1050 i en una llista del segle xiii, però no consta en les visites del bisbe Galceran Sacosta a les parròquies del bisbat de Vic entre 1333 i 1339. La pèrdua de població del segle XIV li va fer perdre la categoria de parròquia per passar a ser sufragània de Santa Maria d'Alpens fins a 1686.